# Malta na Mistrzostwach Świata w Lekkoatletyce 2022
Malta na Mistrzostwach Świata w Lekkoatletyce 2022 – reprezentacja Malty podczas mistrzostw świata w Eugene liczyła 1 zawodnika.

## Skład reprezentacji

### Kobiety
| Zawodniczka      | Konkurencja | Eliminacje | Eliminacje | Finał | Finał   | Źródło |
| Zawodniczka      | Konkurencja | Wynik      | Pozycja    | Wynik | Pozycja | Źródło |
| ---------------- | ----------- | ---------- | ---------- | ----- | ------- | ------ |
| Claire Azzopardi | skok w dal  | 5,79       | 25.        | NQ    | NQ      | [ 1 ]  |